# Escaleta
La Escaleta o Step Outline es en cinematografía una lista de las escenas que componen el relato. Cada elemento de la lista consta de una o varias frases que describen de una forma muy suave el contenido específico de cada escena. La Escaleta de un largometraje tiene entre 50 y 100 elementos.
La Escaleta se elabora para convertirse en un Tratamiento.